# Калинешти (Долж)
Калинешти (рум. Călinești) насеље је у Румунији у округу Долж у општини Мискиј. Oпштина се налази на надморској висини од 215 m.

## Становништво
Према подацима из 2002. године у насељу је живело 128 становника, од којих су сви румунске националности.